# Credicard Citi Mastercard Tennis Cup 2003
Il Credicard Citi Mastercard Tennis Cup 2003 è stato un torneo di tennis facente parte della categoria ATP Challenger Series nell'ambito dell'ATP Challenger Series 2003. Il torneo si è giocato a Campos do Jordão in Brasile dal 21 al 27 luglio 2003 su campi in cemento.

## Vincitori

### Singolare
Giovanni Lapentti ha battuto in finale  Gouichi Motomura con il punteggio di 6–4, 6–0

### Doppio
Rik De Voest /  Giovanni Lapentti hanno battuto in finale  Carlos Berlocq /  Miguel Gallardo-Valles 6–1, 7–5